# حصادة رابطة

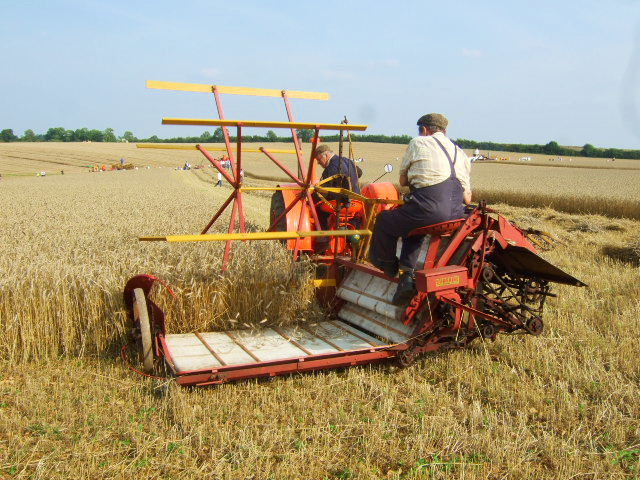
حصادة رابطة يجرها جرار (روتلاند، 2008)

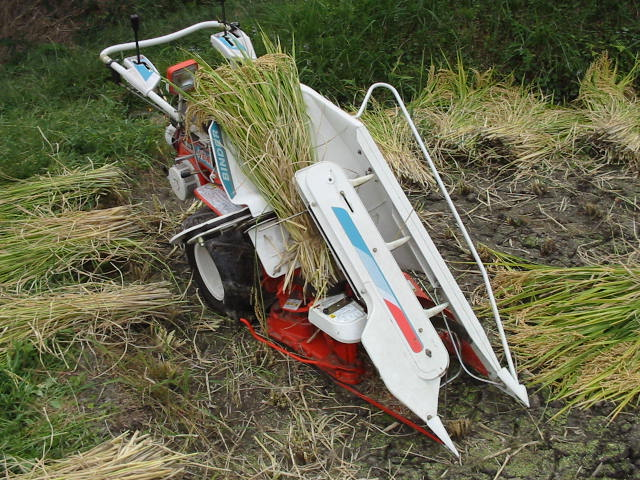
حصادة رابطة حديثة للأرز (2006)

الحصَّادة الرابطة أو فقط الرابطة آلة زراعية مطورة من الحصادة البسيطة. اخترعها كل من تشارلز باكستر ويثينجتون في عام 1872، وهو صائغ من ويسكونسن. تحزم الرابطة السيقان في حزم بعد قطع محصول الحبوب الصغيرة. عادة ما تُصَّرُّ هذه الحزم لتأخذ شكلاً مخروطياً يشبه حرف A فتشبه بذلك خمية التيبة الصغيرة، وذلك للسماح للحبوب بالجفاف لعدة أيام قبل التقاطها ودرسها.
استُخْدِم بدءاً سلكٌ لربط الحزم. لكن ذلك سبب العديد من المشكلات  فسرعان ما اخترع ويليام ديرينغ مادة رابطة أتاحت استخدام خيوط وعقد (اخترعها جون أبليبي عام 1858).
كانت آلات الربط المبكرة تجرها الخيول، وآلية القطع والربط الخاصة بها مدعومةً بعجلة الثور، والتي تخلق قوى دورانية من جراء جرها لتشغيل المكونات الحركية للآلة. سحبت الطُرُز اللاحقة بالجرارات وبعضها يُدار من محرك الجرار. (يشار إلى نقل الطاقة الحركية هذا عادةً باسم PTO أو جهاز فصل الطاقة.) تحتوي الحصادة الرابطة على بكرة ومحشة، مثل رأس الحصادة الدارسة. تقع السيقان المقطوعة على سرير من الخيش الذي ينقل السيقان المقطوعة إلى آلية الربط. تجمع هذه الآلية سيقان الحبوب وتربط بالخيط لتكوّن حزمة. وما أن تربط الحزم تقذف من جانب الرابطة.
استبدلت الرابطة في هذه الأيام بالحصادة الدارسة. فبعد أن تحصد محاصيل الحبوب كالشوفان تركم في صفوف باستخدام سواثر (محشة آلية). ثم تقص الحبوب وتُدرَس في عملية واحدة.
لا تزال الحصادة الرابطة مستخدمة في الحقول الصغيرة أو المناطق الجبلية شديدة الانحدار أو التي يتعذر الوصول إليها باللحصادات الدراسة الثقيلة.
كانت الحصادة الرابطة قيد الاستخدام على نطاق واسع في جمهورية بولندا الشعبية، لكن لم يتمكن للمزارعين في كثير من الأحيان من تشغيلها بسبب نقص الخيوط ونقص قطع الغيار. حدث ذلك مراراً وتكراراً لدرجة أن خيوط البرمة (بالبولندية: sznurek do snopowiązałki)‏ لا يزال رمزًا لاختلال الاقتصاد الشيوعي في الذاكرة الثقافية لبولندا.

## روابط خارجية
- تاريخ البرمة
- Chinese reaper-binder على يوتيوب
- Japanese threshing machine على يوتيوب
- Horse-Drawn Reaper Binder, England على يوتيوب
- Indian Reaper Binder, India على يوتيوب